# Anteos maerula
Anteos maerula é uma borboleta da família Pieridae. Encontra-se desde o Peru até ao México. Raramente, as migrantes podem ser encontradas até ao leste do Nebraska, sudeste do Arizona, sudoeste do Novo México, sul do Texas, Mississipi e Flórida.
As larvas alimentam-se de Cassia, incluindo a espécie Cassia emarginata.